# パウル・ロストック

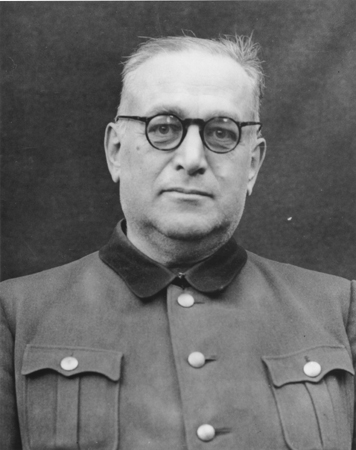
医者裁判に被告として出廷したパウル・ロストック

パウル・ロストック（Paul Rostock, 1892年1月18日 - 1956年6月17日）は、ドイツの外科医。
ナチス・ドイツ時代には強制収容所付医師を務めた他、1943年以降は医学科学研究局長(Beauftragte für medizinische Wissenschaft und Forschung)に付き、医療衛生委員会総長(Generalkommissars für das Sanitäts- und Gesundheitswesen)たるカール・ブラントと共に働いた。医者裁判の被告の1人。

## 医学者・科学者としてのキャリア
1892年、ドイツ帝国メゼリッツ郡クランツに生まれる。グライフスヴァルト大学で医学を学び、1921年にはイェーナ大学に移り医学博士号(Dr. med)を修得する。その後はイェーナ大学の学内診療所に外科医として勤務する。1927年から1933年にかけてロストックはボーフムのベルクマンシェイル大学病院に勤務したが、ここで先輩医師として勤務していたカール・ブラントと出会っている。1933年からはベルリンの医学局長(Ärztlicher Direktor)として勤務する。1935年には外科医学の私講師(Privatdozent)たる資格を得る。1936年、教授(Professor)たる資格を得る。
1937年5月1日、国民社会主義ドイツ労働者党（NSDAP, ナチ党）入党。党員番号は5,917,621。1939年、国防軍外科相談役に就任。1940年2月20日、国家社会主義ドイツ医師協会に入会。会員番号は31,569。1941年、ロストックはベルリン大学第2学内外科診療所長に就任すると共に教授として教鞭を執る。1942年には医学部長に就任する。1943年、カール・ブラントの推薦を受けて医学科学研究局長に就任する。

## 人体実験
カール・ブラント、ジークフリート・ハントローザー、オスカー・シュレーダー、カール・ゲンツケン、オイゲン・ハーゲン、そしてロストックなど多くの軍医将校は捕虜や強制収容所収容者などを利用して様々な医療実験を計画・実施していたとされる。これには国防軍だけではなく、親衛隊や警察なども全面的に協力していた。

## 戦後
第二次世界大戦後、ロストックは多くの軍医将校と共に逮捕され、ニュルンベルク継続裁判の一環である医者裁判にて裁かれた。ロストックは戦争犯罪と人道に対する罪の陰謀について起訴されたが、1947年8月20日に無罪判決が言い渡された。
釈放後はバイエルン州に定住し、1948年からポッセンホーフェンの傷痍軍人病院(Versehrtenkrankenhaus)に勤務する。1949年からバイロイトのリヒャルト・ワーグナー記念病院(Richard-Wagner-Krankenhauses)に院長として迎えられ、1956年に没するまで務めた。

## 著書
- 『特殊手術教本』(Lehrbuch der speziellen Chirurgie) - ライプチヒ, 1941年, 690頁
- 『骨折・脱臼の発見および治療』(Erkennung und Behandlung der Knochenbrüche und Verrenkungen) - ライプチヒ, 1942年, 370頁
- 『負傷状態の判別』(Unfallbegutachtung) - ベルリン, 1951年, 109頁